# Holzboden (Forst)
Holzboden und Nichtholzboden sind Kategorien, in die in Deutschland und Österreich die Forstbetriebsfläche gegliedert wird. Sie werden in Forstbetriebskarten im Rahmen der Forsteinrichtung dargestellt.
Der Wald in Deutschland ist nach dem Bundeswaldgesetz so definiert, dass er neben der eigentlichen, mit Forstbäumen bestandenen Waldfläche auch weitere, nicht mit Bäumen bestandene Flächen umfasst. (§ 2 Wald: … Als Wald gelten auch kahlgeschlagene oder verlichtete Grundflächen, Waldwege, Waldeinteilungs- und Sicherungsstreifen, Waldblößen und Lichtungen, Waldwiesen, Wildäsungsplätze, Holzlagerplätze sowie weitere mit dem Wald verbundene und ihm dienende Flächen.). Die gesamte, bei der Forsteinrichtung und der Waldinventur erfasste Waldfläche (Forstgrund, Forstbetriebsfläche) wird in Holzboden und Nichtholzboden gegliedert. Der Holzboden umfasst die dauerhaft zur Holzerzeugung bestimmte Forstfläche. Nicht ausgegliedert werden nur zeitweilig unbestockte Flächen (Blößen genannt), zum Beispiel aufgrund von Kahlhieb, Waldbrand oder Kalamitäten durch Forstinsekten wie Borkenkäfer und weitere kleine Flächen, die den Bestand nur unwesentlich unterbrechen, wie Gräben, Schneisen (Rückegassen) oder Leitungstrassen. Die übrige Fläche ist der Nichtholzboden. Dazu gehören Park-, Rast- und Spielplätze, Holzlagerplätze, Wildäcker und Wildwiesen, aber auch größere, im Wald gelegene Gewässer wie Teiche, im Wald gelegene Felsen, Blockhalden und andere Freiflächen. Waldwege und Schneisen werden ab einer bestimmten Breite, normalerweise fünf Meter, zum Nichtholzboden gerechnet. Zu ihm gehören auch forstliche Gebäude und Einrichtungen. Zu einem Forstbetrieb können außerdem nichtforstliche Betriebsflächen gehören, etwa landwirtschaftlich genutzte Flächen oder Gebäude, die nicht im Zusammenhang mit der forstlichen Nutzung stehen. Diese Flächen werden bei der Forsteinrichtung nicht erfasst, gehören also auch nicht zum Nichholzboden.
Die Begriffe kamen mit dem Beginn der modernen, planmäßigen Forstwirtschaft Ende des 18. und Anfang des 19. Jahrhunderts in Gebrauch.
Im Jahr 2017 betrug die gesamte Waldfläche in Deutschland etwa 11,4 Millionen Hektar. Davon waren etwa 3 Prozent (360.000 ha) Nichtholzboden, der Rest Holzboden. Der Anteil der Blößen am Holzboden betrug etwa 0,3 Prozent. Diese Werte blieben gegenüber den vorangegangenen Bundeswaldinventuren fast unverändert.